# Ski (Akershus)
Pour les articles homonymes, voir Ski (homonymie).
Ski est une ancienne kommune norvégienne située dans l'Akershus, au sud d'Oslo.

## Historique
Le 1er janvier 2020, elle a été rattachée à la municipalité nouvelle de Nordre Follo par sa fusion avec la commune d'Oppegård.

## Aires protégées
- Réserve naturelle de Gaupesteinmarka
- Réserve naturelle de Kollåsen

## Jumelages
La ville de Ski est jumelée avec :
- Gladsaxe (Danemark) ;
- Pirkkala (Finlande) ;
- Solna (Suède).